# Смес
Смес се нарича система, състояща се от няколко вещества (компоненти), диспергирани едно в друго (многокомпонентна система). Смесите могат да бъдат хомогенни или хетерогенни. Хетерогенните системи се състоят от сравнително големи частички от съответните вещества, докато при хомогенните системи (наричани често и разтвори) веществата са диспергирани едно в друго на молекулярно ниво. Пример за хомогенни системи са въздухът (смес от азот, кислород и др.), морската вода (смес от вода, соли и др.). Хетерогенни системи са напр. млякото (емулсия), пясъкът, почвата и др. Обясненията по-долу се отнасят за хомогенни системи.
| Смес            | Еднородни (хомогенни)                                                   | Нееднородни (хетерогенни)                                                       |
| --------------- | ----------------------------------------------------------------------- | ------------------------------------------------------------------------------- |
| твърдо + твърдо | сплав: месинг стомана чугун                                             | смес от сол и захар смес от захар и сух ориз почва пясък на морския бряг гранит |
| твърдо + течно  | разтвор (ненаситен, наситен): захарен разтвор солена вода (морска вода) | мръсна вода емулсия или колоид (мляко, майонеза)                                |
| твърдо + газ    | няма                                                                    | облак от прах дим (цигарен)                                                     |
| течно + течно   | алкохолни напитки                                                       | смес от олио и вода                                                             |
| течно + газ     | природни води киселинен дъжд (азотен, серен)                            | мъгла пяна                                                                      |
| газ + газ       | въздух (чист)                                                           | няма                                                                            |

Свойствата на смесите (плътност, температура на кипене, парно налягане, енталпия, ентропия и др.) не са физични константи, както при чистите вещества, а се променят със състава на сместа. Тези свойства зависят от свойствата на чистите вещества, които ги съставят, и могат в редица случаи да се изчислят от последните с помощта на физични закони (закон на Хенри, закон на Раул, закон на Далтон и др.) или емпирични правила.
Често използвано е понятието идеална смес, под което обикновено се разбира смес, свойствата на която могат еднозначно да се определят, по някакъв закон или правило, от свойствата на чистите компоненти (напр. идеална газова смес). Реалните смеси често показват отклонение от тези закони и правила. За пример може да послужи сместа от вода и сярна киселина: ако се смесят 100 милилитра вода със 100 милилитра сярна киселина обемът на сместа е по-малък от 200 милилитра! Отклоненията от закона на Раул водят до образуването на ацеотропи. В повечето случаи тези отклонения не могат да се предскажат по никакъв начин и могат да се определят само експериментално.
В промишлеността а и в лабораторната практика често е необходимо дадена смес да се раздели на съставните вещества, или от нея да се отдели някакъв целеви компонент в чист вид. За тази цел се прилагат различни методи на разделяне: дестилация, ректификация, екстракция, сушене, кристализация, абсорбция, изпаряване, филтруване, флотация, утаяване, центрофугиране и много други, които изискват познаването на свойствата на (реалната) смес.
Хетерогенните смеси се наричат още дисперсии (виж. дисперсна система).
Смес от твърдо и течно вещество се нарича разтвор.

## Хомогенни смеси
Хомогенните смеси са наречени така еднородни. Между съставящите я вещества не се наблюдава граница. Градивните частици на веществата са разпределени равномерно. Течните еднородни смеси се наричат разтвори.

## Хетерогенни смеси
Хетерогенните смеси са наречени така нееднородни. Между съставящите я вещества се наблюдава граница. Градивните частици на веществата са неравномерно разположени.
- Хетерогенни смеси
- Смес от цветни мъниста
- Гранит
- Баластра